# Hubertus J. Rhoen
Hubertus Joseph Rhoen (Bocholtz, 14 maart 1885 - Maastricht, 27 juni 1958) was een Nederlands burgemeester.
Na zijn middelbare school volgde hij een opleiding tot landmeter. Net als zijn (over)grootvader en vader werd hij burgemeester van Bocholtz (1911), waar hij sinds 1908 reeds gemeentesecretaris was. In 1917 werd hij burgemeester van Vaals. In 1935 was hij een van de internationale waarnemers bij het referendum dat gehouden werd in het Saarland over het al dan niet aansluiten bij Duitsland van dat gebied.
Tijdens de Tweede Wereldoorlog werd hij als gevolg van zijn onwrikbare anti-Duitse houding (waarvoor hij zich bij Arthur Seyss-Inquart persoonlijk moest verantwoorden) al op 12 mei 1941 door de bezetter ontslagen. Een jaar later werd hij in gijzelaarskamp Sint-Michielsgestel geïnterneerd. Kort na zijn vrijlating in december 1943 dook hij onder omdat hij gewaarschuwd was dat hij opnieuw zou worden vastgezet. Na de bevrijding van Zuid-Limburg door het Amerikaanse leger hervatte hij op 19 oktober 1944 zijn werkzaamheden als burgemeester van Vaals. Hij ging in 1950 met pensioen. Bij die gelegenheid werd hij benoemd tot ridder in de Orde van Oranje Nassau.